# Conophyma serafimi
Conophyma serafimi är en insektsart som beskrevs av Myrzaliev 1988. Conophyma serafimi ingår i släktet Conophyma och familjen Dericorythidae. Inga underarter finns listade i Catalogue of Life.